# AG Zwickau – unabhängige Wählervereinigung
AG Zwickau – unabhängige Wählervereinigung e.V. (AGZ) war eine lokale Wählervereinigung. Es gab verschiedene Selbstdeutungen, wofür die Abkürzung »AGZ« steht; beispielsweise »Arbeitsgemeinschaft Zwickau« oder »Alles Gute Zwickau«.

## Geschichte
Der Verein gründete sich am 10. September 2001 im Mütterzentrum, Kolpingstraße 22. Bei der ersten Wahl erreichte AGZ neun Mandate. Diese bildeten die Fraktion AG Zwickau. Die Wählergemeinschaft trat zur Kreistagswahl 2008 an und schlug zur parallelen OB-Wahl einen Kandidaten vor. Zur Stadtratswahl 2009 waren zwei Kandidatinnen erfolgreich: Sie schlossen sich der Linksfraktion und der Fraktionsgemeinschaft Demokratische Allianz Zwickau an.
| Jahr                                                             | Kandidierende | Stimmen1 | Prozent | Sitze    |
| ---------------------------------------------------------------- | ------------- | -------- | ------- | -------- |
| 2004                                                             | 18            | 15 788   | 17,32   | 9 von 48 |
| 2009                                                             | 22            | 3 757    | 4,53    | 2 von 48 |
| 1: »Jeder Wahlberechtigte hat drei Stimmen.« (§ 15 Abs. 1 KomWG) |               |          |         |          |